# 大胡椒属
大胡椒属（学名：Pothomorphe）是胡椒科下的一个属，为灌木或亚灌木植物。该属共有约10种，分布于亚洲、非洲和美洲热带、亚热带地区。